# Liebesgruß
Ein Liebesgruß ist eine alte literarische Miniatur, ein gereimter Liebesbrief, den man vorzugsweise einer Geliebten vorsang bzw. vorsingen ließ oder an selbige verschickte.
Überlieferungen gibt es bereits aus dem Mittelalter bzw. sogar davor (siehe Buhlenlieder). Beeinflusst hat Arnaut de Maroill die Entwicklung des deutschen Liebesgrußes in Richtung eines Liebesbriefes mit achtsilbigen Paarreimen. In der mittelhochdeutschen Dichtung findet der Liebesgruß mit Hartmann von Aue und Ulrich von Lichtenstein seinen poetischen Höhepunkt. Das heute noch bekannte Volkslied Kommt ein Vogel geflogen bezieht sich auf den alten Brauch des Liebesgrußes.